# Sleep With Your Eyes Open
Sleep With Your Eyes Open ist ein brasilianisch-taiwanesisch-argentinisch-deutscher Spielfilm unter der Regie von Nele Wohlatz aus dem Jahr 2024. Der Film feierte am 17. Februar 2024 auf der Berlinale seine Weltpremiere in der Sektion Berlinale Encounters. Er erhielt den FIPRESCI-Preis als bester Beitrag dieser Sektion.

## Handlung
Kai stammt aus Taiwan und macht nach einer Enttäuschung in Liebesdingen in einer brasilianischen Küstenstadt Urlaub. Als die Klimaanlage streikt, sucht sie im Regenschirmladen von Fu Ang Hilfe und beginnt, sich mit ihm anzufreunden. Doch als die Regenzeit ausbleibt, schließt das Geschäft. Kai sucht nach Fu Ang und trifft dabei auf Xiao Xin und andere Mitglieder der chinesischen Gemeinde in der Stadt, nämlich eine Gruppe Arbeiterinnen und Arbeiter. Auf merkwürdige Weise ist Kai auch Teil von Xia Xins Geschichte. Inmitten einer rauen Arbeitswelt, die ständigen Ortswechsel auf der Suche nach Verdienstmöglichkeiten mit sich bringt, sind Beziehungen in dieser Umgebung einer der wenigen Lichtblicke.
Carlo Chatrian äußerte in einer Pressekonferenz, der Film könne als „Komödie der Missverständnisse definiert werden“. Die Handlung spiele in einer chinesischen Gemeinde in einer brasilianischen Küstenstadt.

## Produktion

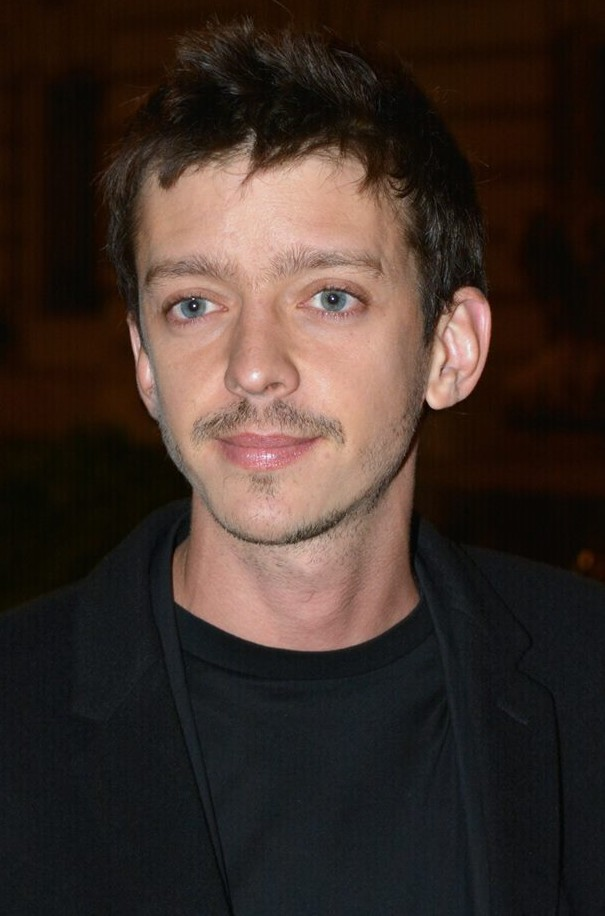
Nahuel Pérez Biscayart, 2018

### Filmstab
Regie führte die deutsche Regisseurin Nele Wohlatz. Chatrian äußerte in einer Pressekonferenz, Wohlatz lege ihren filmischen Schwerpunkt auf das 21. Jahrhundert und zeige es als eine Welt, in der verschiedene Menschen mit unterschiedlichen Sprachen zusammenleben. Das Drehbuch stammt von Wohlatz und Nele Wohlatz und Pío Longo, die Kamera führte Roman Kasseroller und für den Schnitt waren Yann-shan Tsai und Ana Godoy zuständig.
Die Besetzung besteht hauptsächlich aus Laiendarstellern. In einer Hauptrolle ist Nahuel Pérez Biscayart als Leo zu sehen, bekannt aus Persischstunden (2020). Dort sprach er imaginäres Farsi, in Sleep With Your Eyes Open spricht er Mandarin.

### Produktion und Förderungen
Produziert wurde der Film von Emilie Lesclaux, Violeta Bava und Rosa Martínez Rivero. Produktionsfirmen waren CinemaScópio (Brasilien), Yi Tiao Long Hu Bao (Taiwan), Blinker Filmproduktion (Deutschland) und Ruda Cine (Argentinien).

### Dreharbeiten und Veröffentlichung
Gedreht wurde im Oktober und November 2022 in Recife. Der Film feierte am 17. Februar 2024 auf der Berlinale seine Weltpremiere in der Sektion Berlinale Encounters. Den Weltvertrieb übernimmt die chinesische Firma Rediance. In Deutschland erlebte der Film seine Kinopremiere am 13. Juni 2024.

## Auszeichnungen und Nominierungen
- 2024: Internationale Filmfestspiele Berlin: FIPRESCI-Preis als bester Beitrag der Sektion Encounters[6]

## Rezeption
Die Kritik bietet kein einheitliches Bild. Andreas Busche nannte Sleep With Your Eyes Open im Tagesspiegel „einen wunderbar spielerischen Film über das Leben in der Fremde“. Sophie Charlotte Rieger schrieb auf filmloewin.de, die Kraft von Sleep With Your Eyes Open liege gerade darin, dass es eine gewöhnliche Geschichte sei: „[D]as Drama dieses Films besteht gerade im Fehlen des Dramas, in der Ruhe der kleinen, ineinander verwobenen Geschichten vom Leben in der Fremde und dem Verlust eines Bezugspunkts, einer Heimat und somit letztlich auch einer Identität. Und der daraus resultierenden Selbstverständlichkeit..“ Auf IMDb wurde der Film mit 6,1 von 10 Punkten bewertet. Negativ äußerte sich Dominik Zimmer auf lateinamerika-nachrichten.de: Die Charaktere seien „hölzern“, der Blick der Regisseurin zeuge von einem „naive[n] Kulturverständnis“, ihr Blick wirke klischeehaft. „Belustigt oder gar besserwisserisch“ werde auf die Eigenarten der Charaktere herabgesehen, die vermeintlich durch deren Herkunft bedingt seien. Der Film verfüge über zu wenig Substanz für einen Langfilm. Dagegen attestierte Tatiana Braun auf goethe.de Nele Wohlatz große Sensibilität.